# 反圧ブレーキ (蒸気)
蒸気圧による反圧ブレーキ（はんあつブレーキ）は、蒸気機関車のブレーキの一種で、シリンダーを用いブレーキを掛けるために用いるものである。
ピストンバルブを備えた蒸気シリンダーの動作原理により、弁装置の設定を変えることで、ピストンの動きを押しとどめる方向にバルブの動きが変わる。
蒸気機関車の進行方向への慣性のため、シリンダーの動作方向を変えることは最初にコネクティングロッドの動きに対してブレーキとなり、それが結果として機関車が止まるまで列車の動く力を弱めていくことになる。
日本語では、シリンダーに空気圧を送ってブレーキ力を得る方式と、蒸気圧を送ってブレーキ力を得る方式を共に反圧ブレーキと称しているが、英語やドイツ語では区別されている。英語では前者がCounter-pressure brake、後者がCountersteam brakeである。ここでは英語版に沿って記事を分けて説明しており、前者については反圧ブレーキ (空気)を参照のこと。

## 操作
蒸気圧による反圧ブレーキは実際のところ、真の意味でのブレーキではない。単に蒸気機関の動作原理をブレーキ力を得るために用いるだけである。このため、蒸気機関車に反圧ブレーキのための特別な部品があるわけではない。ただし反圧ブレーキはピストンバルブでのみ実現可能である。単純なスライドバルブでは、その構成上逆方向での蒸気の吸気が不可能なためである。
反圧ブレーキを使うことで、熟練した蒸気機関車の運転士は機関車の走行方向を、機関車を停止させなかったかのごとく変えることができる。これは機関車が当初の走行方向に動いている間に実際の蒸気機関の動作方向を切り替えているためである。この技術は、正しく取り扱わなければ機関車に損傷を与えることになるため、詳細な知識と経験が必要である。
通常のブレーキに加えてもう1つの独立した系統のブレーキシステムを備えていない機関車では、反圧ブレーキがブレーキとして用いられる。今日では、蒸気機関車は認可されるためには2つの独立したブレーキ系統を備えている必要があるため、反圧ブレーキはブレーキシステムとはみなされていないが、それでも使われることがある。